# Ergodenhypothese
Die Ergodenhypothese (oft auch als Ergodentheorem bezeichnet) besagt, dass sich thermodynamische Systeme in der Regel zufällig verhalten („molekulares Chaos“), sodass alle energetisch möglichen Phasenraum-Regionen auch erreicht werden. Die Zeitspanne, während derer sich eine Trajektorie im Phasenraum der Mikrozustände in einer bestimmten Region befindet, ist proportional zum Volumen dieser Region. Anders ausgedrückt besagt die Hypothese, dass thermodynamische Systeme die Eigenschaft der Ergodizität besitzen.
Die Ergodenhypothese ist grundlegend für die statistische Mechanik. Sie verbindet unter anderem die Ergebnisse von Molekulardynamik-Simulationen und Monte-Carlo-Simulationen. Andererseits wurde von Michel Plancherel und Arthur Rosenthal 1913 die Unmöglichkeit dieser für klassische (mechanische/deterministische) Systeme im strengen Sinne bewiesen. D. h. um Ergodizität in einem System nicht auszuschließen, muss eine echte (d. h. keine pseudozufällige) Rauschquelle enthalten sein. Diese ist in der Physik entweder thermodynamischer oder quantenmechanischer Natur. Auch die Börse oder Spiele lassen sich aufgrund der Vielzahl zufälliger Elemente als ergodische Prozesse beschreiben. Falls ein System ergodisch ist, kann es nicht rein mechanisch beschrieben werden.

## Definition und Einschränkung
Präzise wird angenommen, dass für fast alle Messgrößen {\displaystyle A} der Zeitmittelwert {\displaystyle {\overline {A(t)}}} gleich dem Ensemblemittelwert {\displaystyle \langle A\rangle } ist:
{\displaystyle {\overline {A(t)}}=\lim _{t\to \infty }{\frac {1}{t}}\int _{0}^{t}A(t')\mathrm {d} t'{\overset {!}{=}}\langle A\rangle =\sum _{i}p_{i}A_{i},}
wobei {\displaystyle p_{i}} die Wahrscheinlichkeit des Zustandes {\displaystyle i} ist, welche durch die Wahrscheinlichkeitsverteilung des Ensembles gegeben ist.
Voraussetzung für die Gültigkeit ist, dass der betrachtete stochastische Prozess stationär (diese Eigenschaft wird dabei unterstellt oder so modelliert) ist und eine endliche Korrelationszeit besitzt; dann gilt die Ergodenhypothese im Limes unendlicher Zeit.
Ferner ist ein dynamisches System nur insofern ergodisch (genauer: quasi-ergodisch), als die Trajektorie (d. h. die Bahn des Systems) jedem Punkt im Phasenraum in endlicher Zeit beliebig nahekommt. Dagegen formulierte Ludwig Boltzmann in seiner ursprünglichen Arbeit im Jahr 1887, dass die Bahn jeden Punkt trifft. Dieser Unterschied betrifft im Wesentlichen das asymptotische Grenzverhalten von Reihen bzw. Cauchy-Folgen und hat damit etwas mit Vollständigkeit (von i. d. R. unendlichdimensionalen Räumen wie z. B. Banach- oder Hilberträumen) zu tun. Dieser Unterschied ist rein formal und spielt für die Praxis keine Rolle. Diese Theorien/Definitionen wurden allerdings erst nach Boltzmanns Arbeiten axiomatisiert und ebneten so auch den Weg hin zur Quantenmechanik, da die so entwickelten mathematischen Werkzeuge auch für deren Beschreibung geeignet waren.
Obwohl die Ergodenhypothese anschaulich einfach erscheint, ist ihre strenge mathematische Beschreibung wegen der oben genannten unendlichdimensionalen Räume schwierig. Sie lässt sich messtechnisch höchstens widerlegen, da für ihre physikalische Bestätigung (bei Unkenntnis des erzeugenden Prozesses) eine unendlich lange Messzeit notwendig wäre.

## Verletzung
Im Fall spontaner Symmetriebrechung wird die Ergodenhypothese verletzt (Ergodizitätsbrechung). Es gibt dann disjunkte ergodische Bereiche im Phasenraum. Dies kann bei Phasenübergängen geschehen, bei Glasübergängen, d. h. beim Erstarren einer Flüssigkeit, oder bei Spingläsern.

## Verwendung in der Systemtheorie
Man verwendet den Begriff Ergodenhypothese  auch in der Systemtheorie zur Klassifizierung von Systemen bzw. der von ihnen erzeugten Signale: ein ergodisches Signal ist ein stochastisches (d. h. dem Zufall unterworfenes) stationäres Signal, das sowohl aperiodisch als auch wiederkehrend ist. Dies ist z. B. der Fall, wenn das Signal eine markante Wellenform hat, ohne dass sich diese in festen Intervallen wiederholt, wie dies z. B. in der Nachrichtentechnik bei der Modulation der Fall ist. Hier wird eine Nachricht (meist binär) auf eine markante Wellenform aufgeprägt. Wäre die Nachricht vorab bekannt (und damit nicht zufällig), wäre der Prozess nicht ergodisch und würde so auch keine Information übertragen. Es kann hier lediglich die binäre Entscheidung getroffen werden, ob überhaupt eine Nachricht gesendet wurde. Dazu muss die Möglichkeit bestehen, einen Sender einzuschalten, um zeitlich später (und damit kausal) diese Entscheidung zu treffen. Dieser Einschaltvorgang bricht die Symmetrie (siehe vorheriger Abschnitt). Es besteht somit ein starker Zusammenhang zum Begriff der Entropie, der aus der Thermodynamik kommend zur Charakterisierung von Informationsquellen verwendet wird, was erstmals von Shannon getan wurde und somit zur Informationstheorie geführt hat. Ergodische Systeme tendieren dazu, ein Ausgangssignal zu erzeugen, das nur wenig von der Initialanregung abhängt, d. h. das Verhalten wird nach und nach immer zufälliger. Anders ausgedrückt streben ergodische Systeme zu maximaler Unordnung (Homogenität), falls es keine Kräfte gibt, die dem entgegenwirken.
- Ergodentheorie